# Peggy Wolf

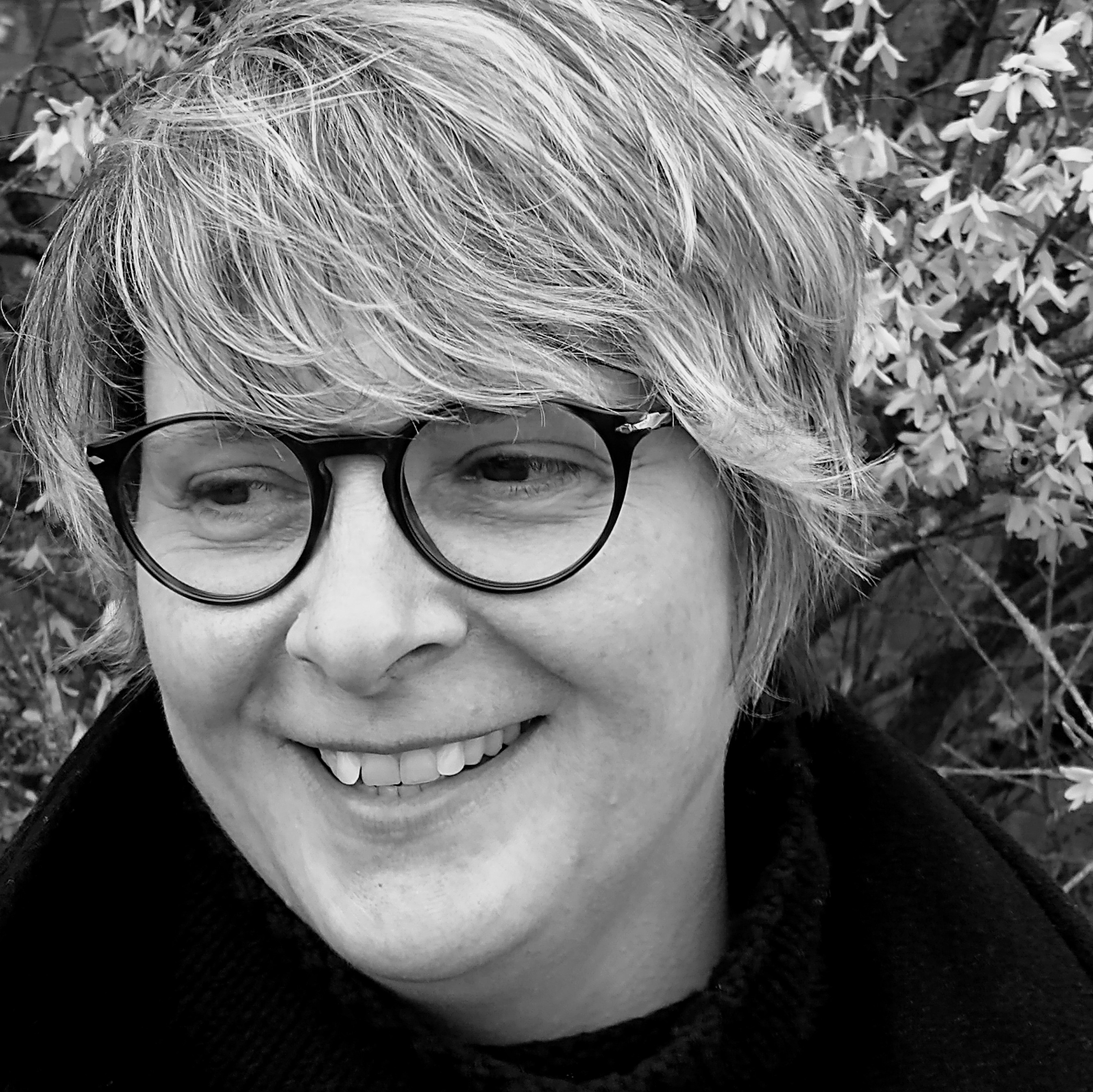
Peggy Wolf, 2021

Peggy Wolf (* 1971 in Wernigerode) ist eine deutsche Autorin und Journalistin.

## Leben und Wirken
Peggy Wolf wuchs in Ilsenburg und Wernigerode auf und absolvierte eine Ausbildung als Technische Zeichnerin in Blankenburg (Harz). Anschließend studierte sie Bibliothekswesen in Leipzig, London und Sankt Petersburg und schloss als Diplom-Bibliothekarin ab. Nach dem Studium wandte sie sich dem Schreiben zu und wurde von Carola Heldt und Ernst A. Rauter ausgebildet. Sie arbeitete für verschiedene Zeitungen, darunter das Hamburger Abendblatt, die Süddeutsche Zeitung, die taz oder den Tagesspiegel. Neben aktuell anfallenden Themen in den Redaktionen, schrieb sie vor allem Reportagen, Features und Hintergrundberichte zu selbst gewählten Themen.
Außerdem arbeitet sie als Lektorin, Ghostwriterin und Trainerin. Sie ist Mitglied beim LIT Literaturzentrum Hamburg, Förder- und Freundeskreis des PEN-Zentrums Deutschland und im Deutschen Journalistenverband (DJV).
Peggy Wolf lebt und arbeitet in Hamburg.

## Werke
- Sternenlieder und Grabgesänge. Vita Sackville-West. Eine kommentierte Bibliographie der deutschsprachigen Veröffentlichungen von ihr und über sie 1930–2005. Daphne Verlag, Göttingen 2006, ISBN 3-89137-041-5.
- Fahnenflucht. Geschichten aus einem verschwundenen Land. Verlag am Park, Berlin 2007, ISBN 978-3-89793-147-3 (Kurzgeschichten).
- Acker auf den Schuhen. Roman. Querverlag, Berlin 2014, ISBN 978-3-89656-223-4 (Rezension von Frank Duwald).
- zusammen mit Patrick Lautenschlager: Geheimsprache. Teil 1: Die ungebetenen Gäste. fingershop.ch, Allschwil (Schweiz) 2014, ISBN 978-3-906054-14-8 (Jugendbuch).